# Новосокольники
Новосокольники (рос. Новосокольники) — місто (з 1925) в Росії, адміністративний центр Новосокольницького району Псковської області Росії. Складає муніципальне утворення «Новосокольники» (зі статусом «міське поселення» — в межах міста).
Розташований на півдні Бежаницької височини, на річці Малий Удрай, за 287 км на південний схід від Пскова. У місті розташована станція Новосокольники — залізничний вузол ліній Москва — Рига і Санкт-Петербург — Київ.

## Населення
Населення — 10,4 тис. мешканців в 1989 році; 9,5 тис. мешканців в 2005 році; 8,9 тис. мешканців на початку 2010 року; 8,1 тис. мешканців наприкінці 2010 року.

## Історія
Місто виросло з селища, заснованого в 1901 році при станції Новосокольники (відкрита в 1901 році) у зв'язку з будівництвом Московсько-Віндаво-Рибінської залізниці. Назва селищу і станції дано по містечку Сокільники, що знаходився в 10 км від нинішнього міста, на території Вітебської губернії; станція же розташовувалася на гужовий дорозі з Великих Лук до Сокільники.
За декретом ВЦВК від 6 червня 1925 Новосокольники отримали статус міста.
25 липня 1941 зайнятий німецько-фашистськими військами. Місто не вдалося звільнити в ході Великолуцької наступальної операції в листопаді 1942 — січні 1943 року. Звільнений 29 січня 1944 частинами 178-ї стрілецької Кулагінскій Червонопрапорної дивізії (командир — генерал-майор А. Л. Кроник), що діяла у складі 22-ї армії 2-го Прибалтійського фронту в ході Ленінградської-Новгородської стратегічної наступальної операції (в боях загинуло близько 11000 радянських воїнів). У той же день наказом Верховного Головнокомандування військам, які брали участь у визволенні Новосокольники, було оголошено подяку, а в Москві дано салют 12 артилерійськими залпами з 124 гармат.

## Економіка
Є щебеневий завод, хлібокомбінат, філія Невельського швейного об'єднання. Діють вагонне (ВЧД-24) і локомотивне депо Жовтневої залізниці. У районі — родовища торфу, гравію, піску, вогнетривких глин.

## Пам'ятки
- Пам'ятник Герою Радянського Союзу Аліє Молдагуловой (1979 р скульптор М. Айнеков [8]). Пам'ятник мистецтва місцевого значення [9].
- Пам'ятник на братській могилі залізничників, загиблих при бомбардуванні станції в ніч з 19 на 20 серпня 1944 [10]
- Меморіал: Алея Слави. Вічний вогонь. Меморіальна стіна. Дзвіниця. (2005 г.)
- Пам'ятник В. І. Леніну.
- Паровоз-пам'ятник 9П-двадцять одна тисяча п'ятсот вісімдесят-два.
- Клуб залізничників ім. Воровського (1953 р).
- Новосокольніческій районний краєзнавчий музей.
- Храм святителя Миколая Чудотворця.

## Втрачені пам'ятки
- Дерев'яне будинок залізничного вокзалу (1901 р.)
- Залізничне училище (1902 р.)
- Церква Св. Миколая на 700 чол. (1912 р.; архітектор Александров).

## Околиці Новосокольники
Поблизу від міста, у селі Нове — дерев'яна церква Києво-Печерської Богоматері (кінець XIX століття). У селі В'яз — городище і земляна фортеця «Острий» (XII—XIII ст).